# 蔡枢 (东莞)
蔡枢，字励吾，广东东莞人，中华民国官員。

## 生平
宣统三年中法政科举人，民国5年5月任连江县知事，适逢护国军起义，蔡枢逃往福州向福建省督军告急，福建省政府遂派长门统领援助连江，后护国军主动从县城北撤出。民国7年任福鼎县知事期间，英国基督教徒姜宏图自霞浦到福鼎布道，经由牙城途中被台州海匪杀害，引起涉外纠纷，蔡枢出面调解才得以平息。:165
民国7年底任霞浦县知事，在职期间肃清了霞浦南塘和西乡的土匪。民国8年五四运动爆发，游寿等人在组织游行时，蔡枢派出警队阻挠。蔡枢在职期间亦无法清算公债，以至于李厚基被赶出福建后，蔡枢失去靠山，又恐地方人士清算，乃于1922年中秋夜逃回广东。